# SharpDevelop
SharpDevelop fue un entorno de desarrollo integrado libre para los lenguajes de programación C#, Visual Basic .NET, F#, IronPython, IronRuby y Boo.
Es usado típicamente por aquellos programadores de los citados lenguajes, que no desean o no pueden usar el entorno de desarrollo de Microsoft, Microsoft Visual Studio. Hay disponible un port para Mono/Gtk#, llamado MonoDevelop, el cual funciona en otros sistemas operativos.
Para el completado automático de código, la aplicación incorpora sus propios analizadores sintácticos. La versión 1.1 de la aplicación puede importar proyectos de Visual Studio .NET. La versión 2.0 ya es capaz de editarlos directamente. La versión 3.0 integra soporte para los lenguajes de programación Python y F#.

## Características principales
- Incorpora un diseñador de Windows Forms
- Completado de código. Soporta el uso de la combinación de teclas Ctrl + espacio
- Depurador incorporado
- Herramientas para "Ir a definición", "Encontrar referencias" y "Renombrado"
- Títulos para títulos y para depuración
- Conversor bidireccional entre C# y Visual Basic .NET, y unidireccional hacia Boo
- Escrito enteramente en C#
- Compilación de código directamente dentro del entorno de desarrollo integrado
- Complementos para ILAsm y C++
- Integración con herramientas de pruebas unitarias NUnit y MbUnit
- Analizador para ensamblado FxCop
- Previsualización de documentación XML
- Gran integración con plantillas a la hora de añadir o crear ficheros, proyectos o compiladores
- Escritura de código C#, ASP.NET, ADO.NET, XML y HTML
- Coloreado de sintaxis para los lenguajes C#, HTML, ASP, ASP.NET, VBScript, Visual Basic .NET y XML
- Llaves inteligentes en la escritura de código
- Gestión de marcadores (favoritos)
- Soporte para plantillas de código
- Extensible mediante herramientas externas, o complementos